# بهاء الدين شرف
بهاء الدين شرف (1912 - 1973) مخرج وصحفي وكاتب سيناريو مصرى، من مواليد القاهرة عام 1912، سافر إلى باريس لدراسة السينما، وعاد إلى وطنه، وقرر العمل بالسينما، وعمل مساعد مخرج للعديد من المخرجين، منهم نيازى مصطفى، حسين فوزى. رصيده من الإخراج هو خمسة أفلام، وقام بتأليف أربعة أفلام.

## رصيده السينمائي
فيلم «إلهام» إخراج وسيناريو وحوار، عام 1950
فيلم «السيد البدوي» إخراج وقصة وسيناريو، عام 1953
فيلم «من رضي بقليله» إخراج، عام 1955
فيلم «كابتن مصر» إخراج، عام 1955
فيلم «عودي يا أمي» أشترك في التأليف، عام 1961
فيلم «أيام ضائعة» إخراج وسيناريو وحوار، عام 1965

## وصلات خارجية
- بهاء الدين شرف على موقع IMDb (الإنجليزية)
- بهاء الدين شرف على موقع الدهليز
- بهاء الدين شرف على موقع قاعدة بيانات الأفلام العربية
- بهاء الدين شرف على الدهليز
- بهاء الدين شرف على كاروهات